# Hôtel de ville de Tunis
L'hôtel de ville de Tunis est le siège de la municipalité de Tunis, capitale de la Tunisie, et donc de son maire.

## Histoire
La municipalité de Tunis connaît plusieurs sièges à partir de sa naissance en 1858. Le Conseil municipal s'installe d'abord au Dar Hussein et s'établit après plusieurs déménagements à l'hôtel de ville de l'avenue de Carthage, construit à cet effet par Jean-Émile Resplandy en 1903.
L'hôtel de ville s'installe enfin dans son siège actuel, qui se trouve sur la place de la Kasbah, sur laquelle se trouve le Monument national. Il est inauguré le 8 novembre 1998 par le président de la République Zine el-Abidine Ben Ali.
L'actuel bâtiment occupe la place de l'ancien siège du Néo-Destour construit à la suite de l'indépendance du pays dans le cadre du démantèlement des remparts de la kasbah et de plusieurs bâtiments s'y situant.

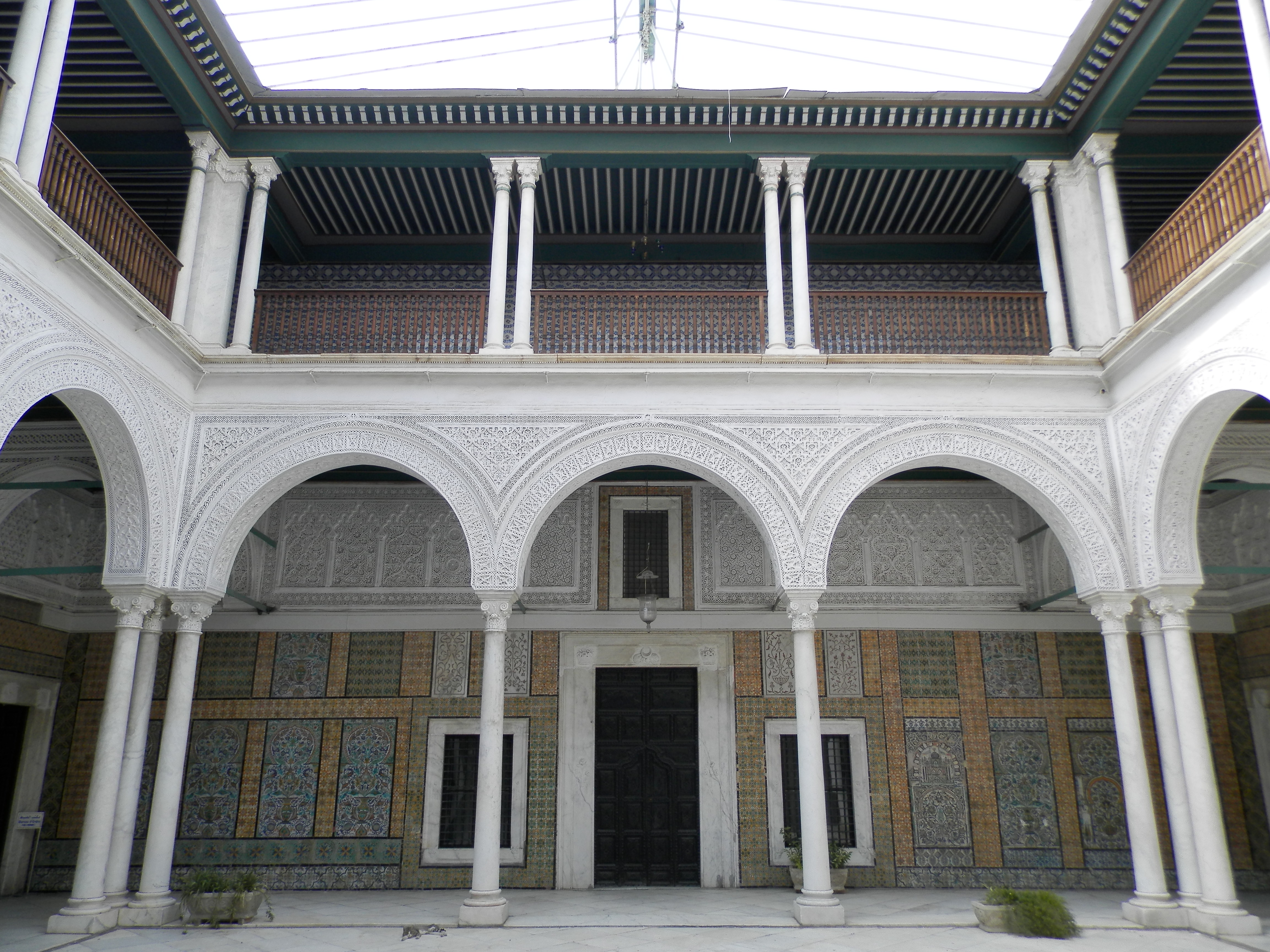
Patio du Dar Hussein.
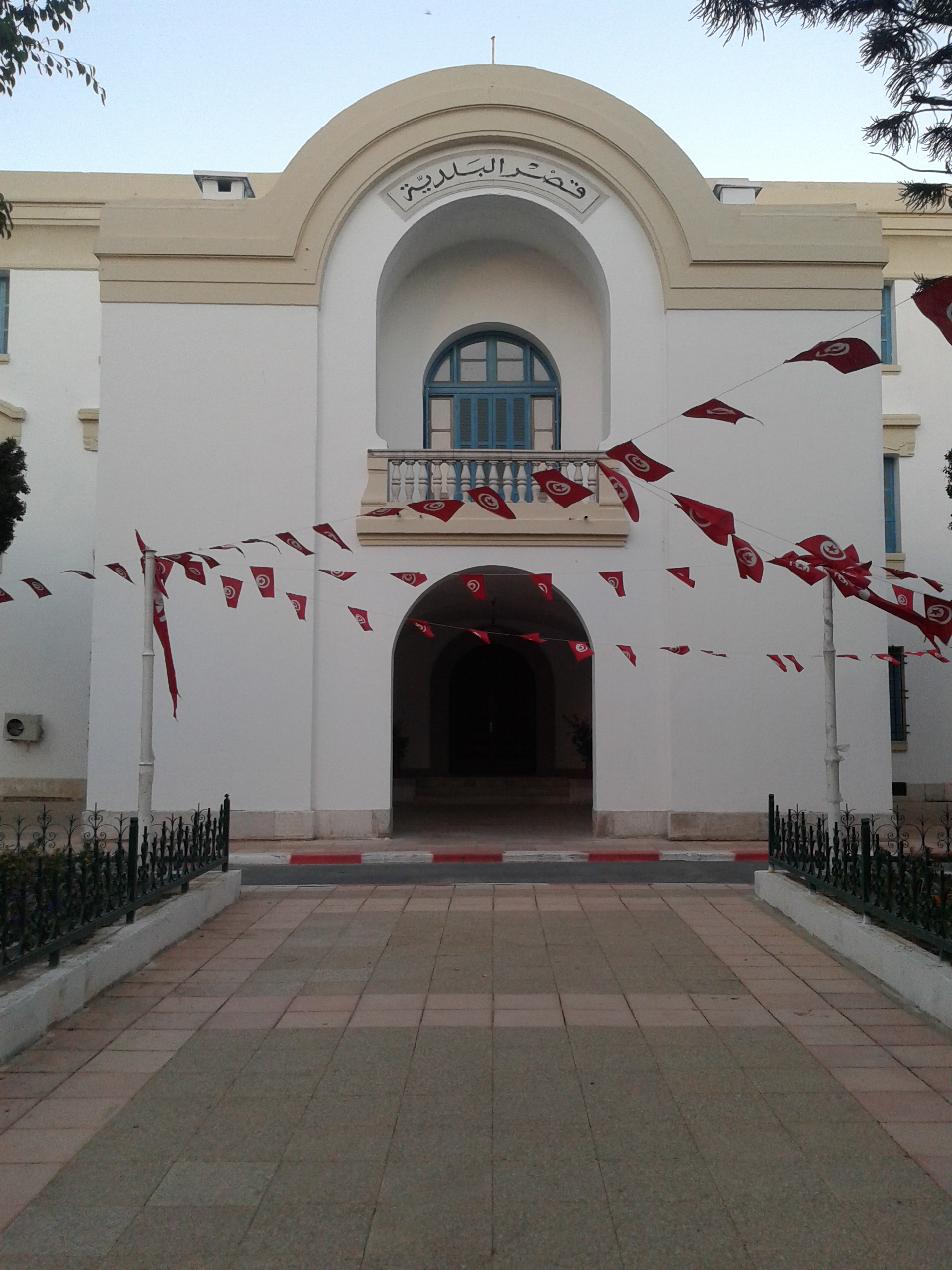
Ancien siège de l'avenue de Carthage.

## Architecture
L'architecte de l'hôtel de ville est le Tunisien Wassim Ben Mahmoud.
Le recours à des matériaux modernes tout en conservant des éléments ornementaux traditionnels caractérisent ce bâtiment.

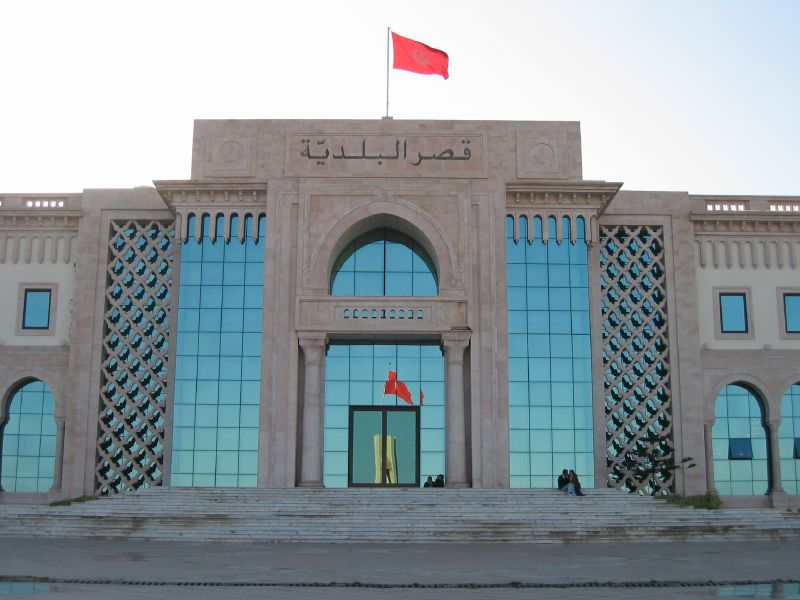
Partie centrale de la façade de l'hôtel de ville.
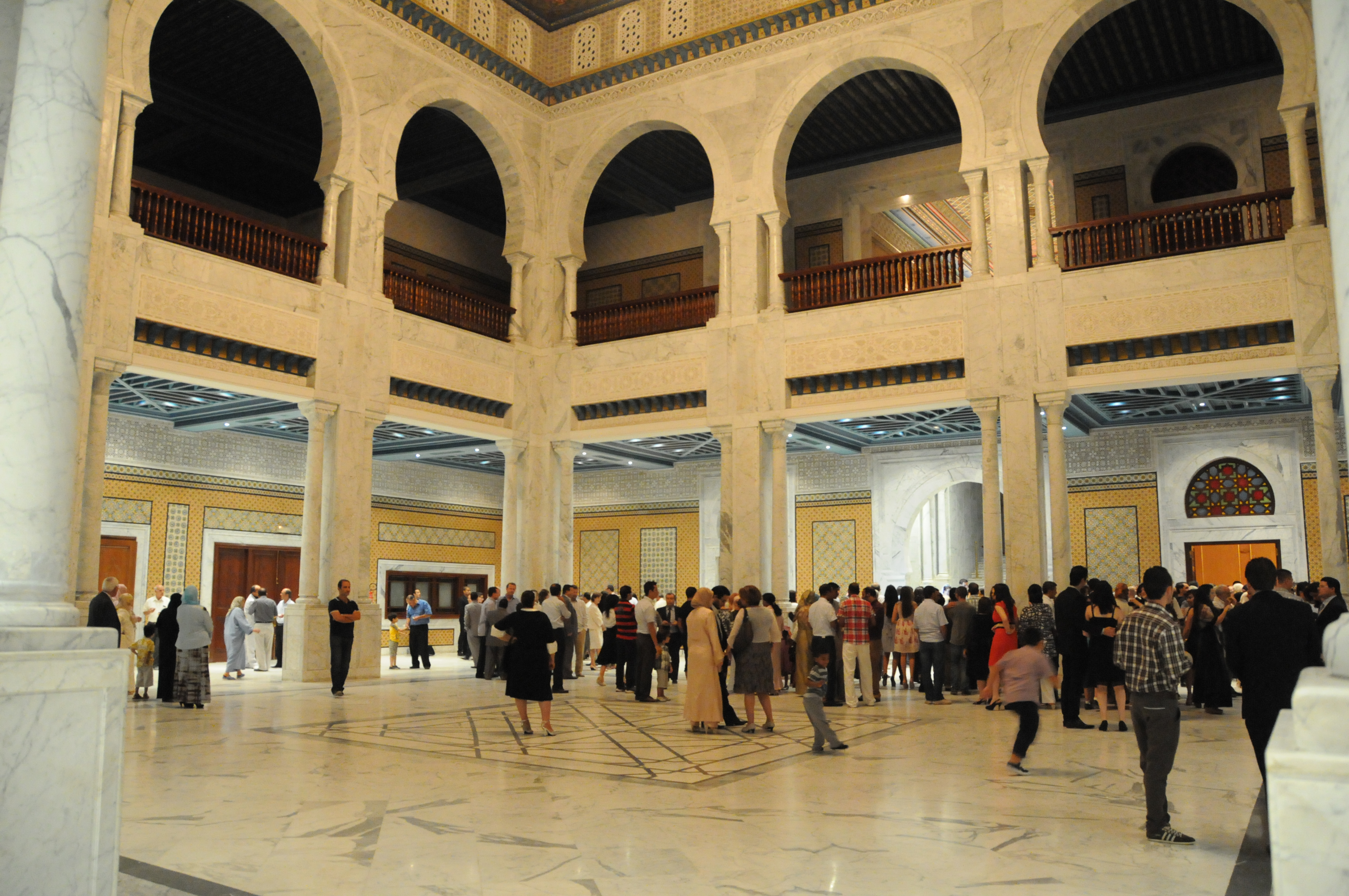
Hall de l'hôtel de ville.
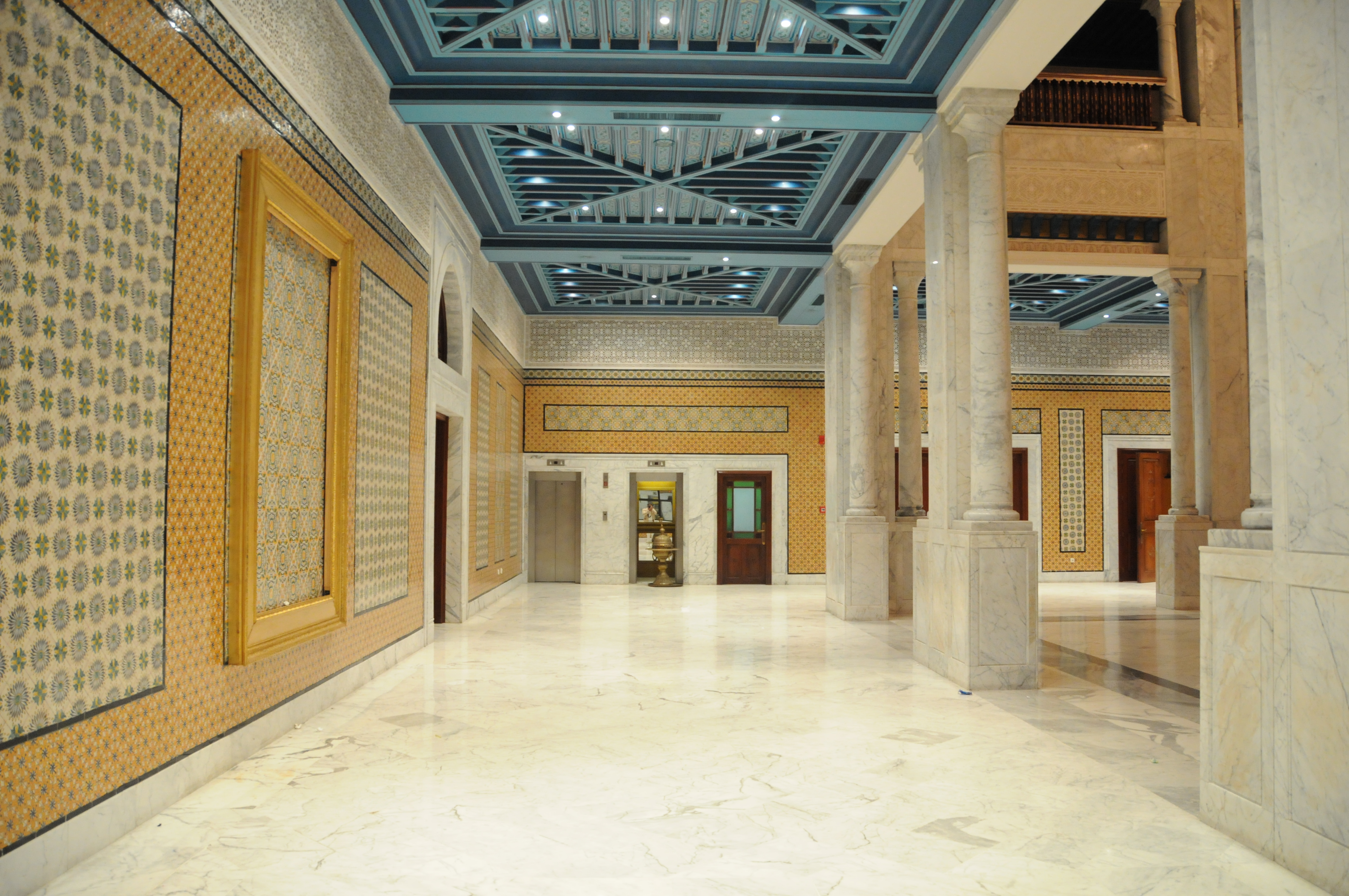
Vue de l'une des galeries.
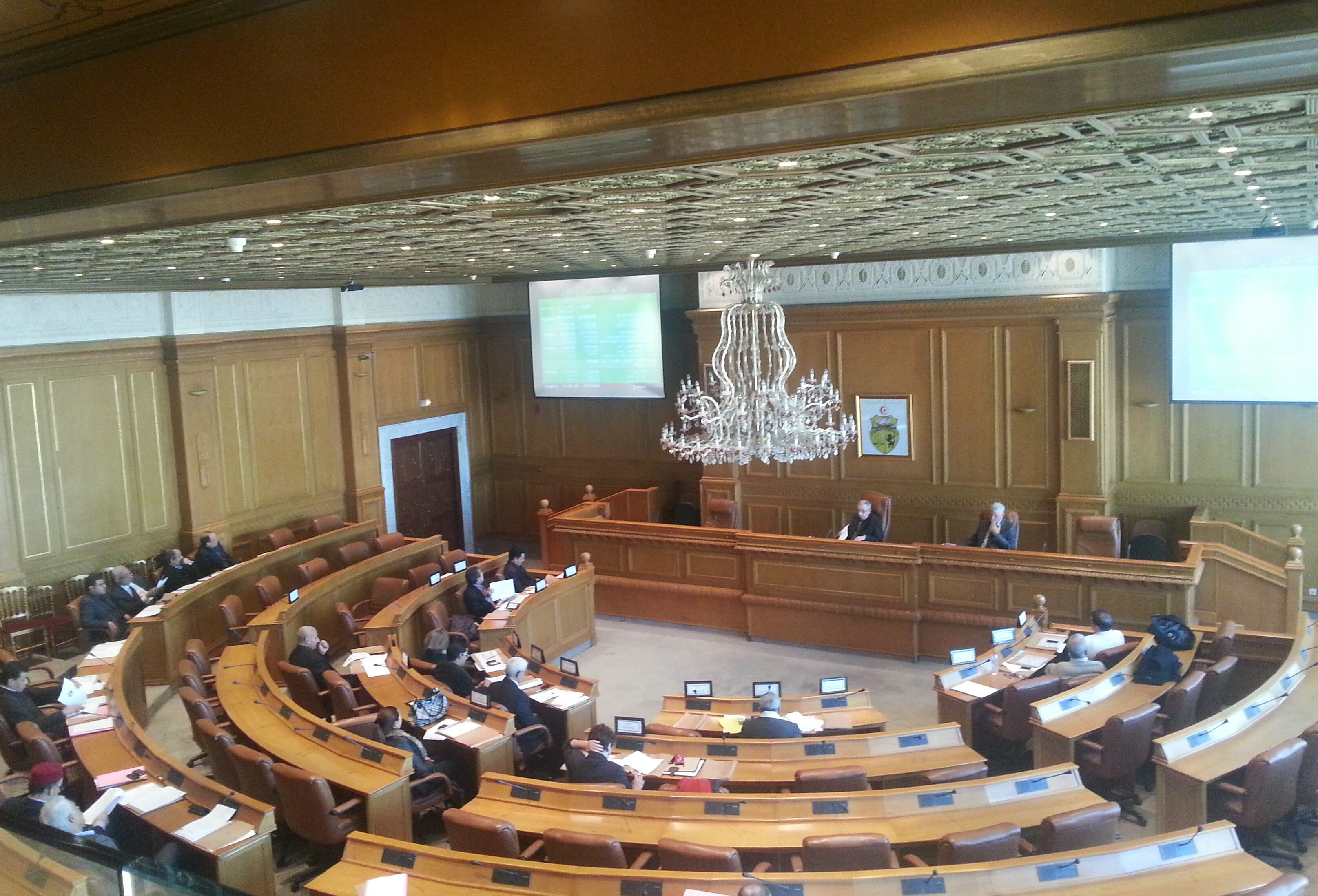
Salle du Conseil municipal.
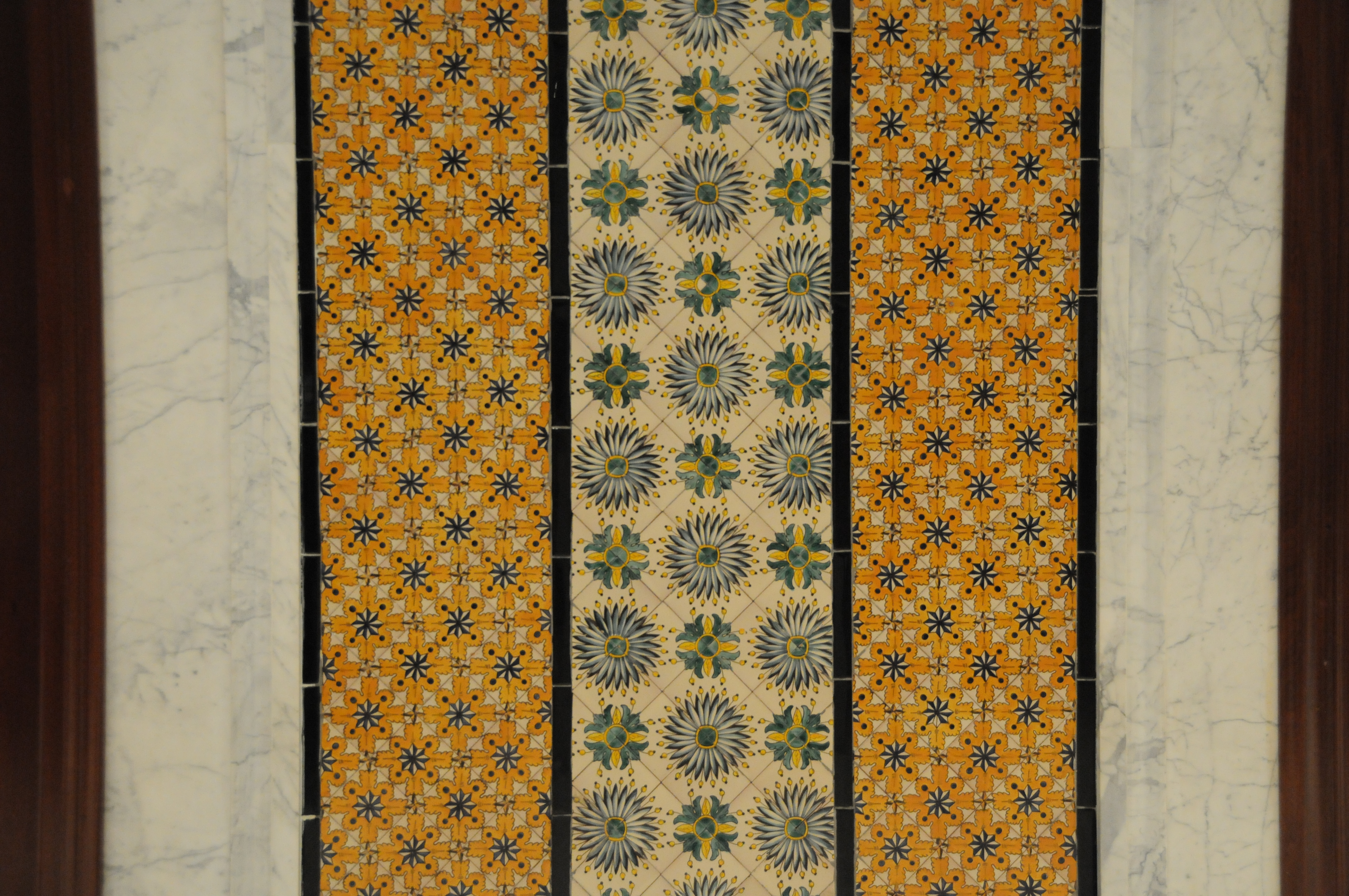
Détail du revêtement de céramiques.
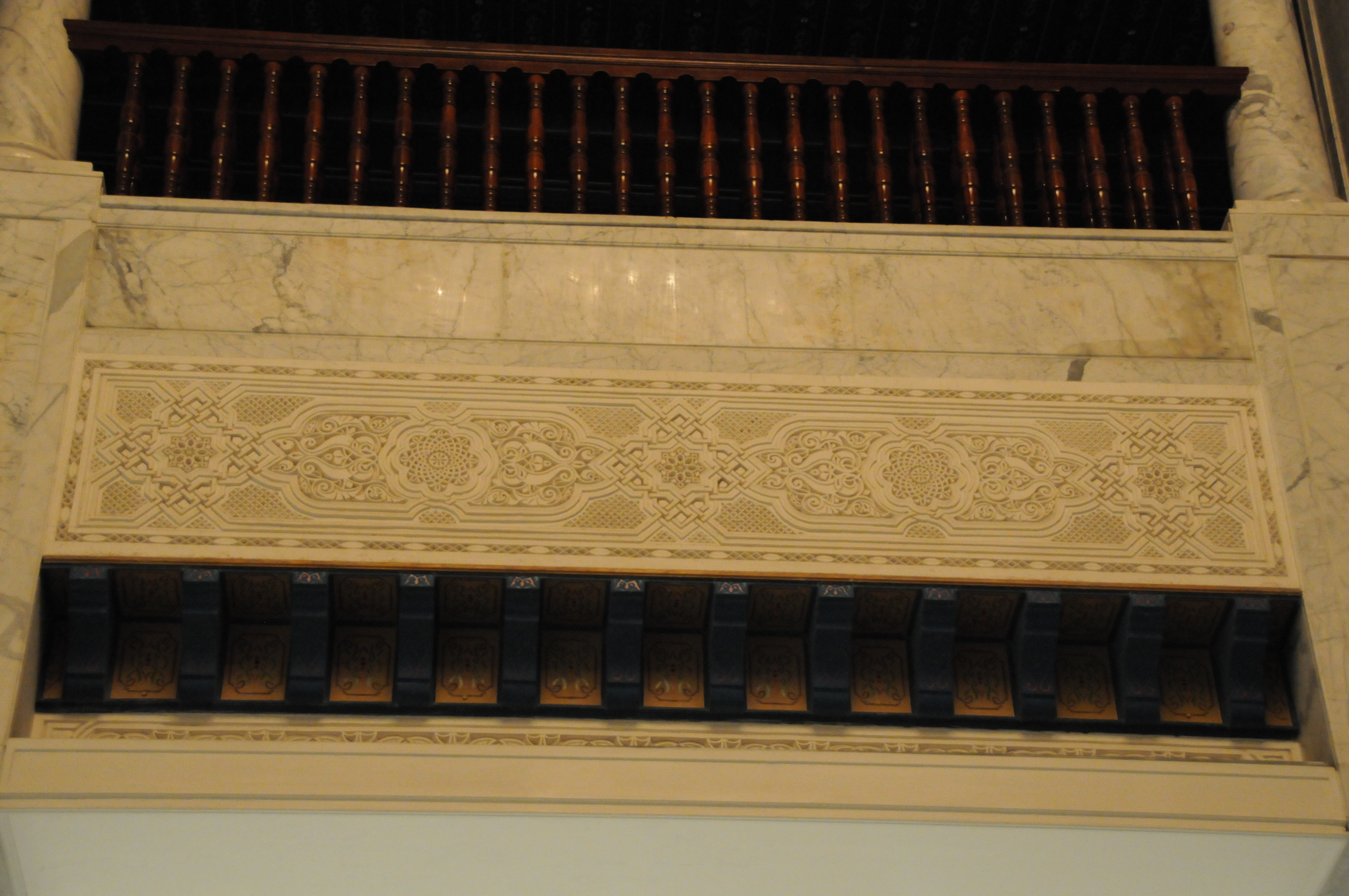
Détail des ornements en plâtre sculpté.